# Otmuchów
Otmuchov (polsky Otmuchów  [ɔtˈmuxuf]IPA, německy Ottmachau) je město v jižním Polsku v Opolském vojvodství v okrese Nisa, sídlo stejnojmenné městsko-vesnické gminy zahrnující dvacet osm okolních vesnic. Leží ve Slezsku na Kladské Nise mezi Niskou a Otmuchovskou přehradní nádrží pouhých 8 km od česko-polské státní hranice. V roce 2024 zde žilo 6 179 obyvatel.
Součástí města jsou též od roku 2018 dříve samostatné obce Wójcice (Vojtice), Śliwice (Slivice), Nieradowice (Nitrovice) a Sarnowice.

## Historie
Otmuchov se poprvé zmiňuje v bule papeže Hadriána IV. z 23. dubna 1155 jako sídlo kastelánie (castellum Otmochov cum pertinentis), která již tehdy byla majetkem vratislavských biskupů. V tzv. protekční bule Inocence IV. z roku 1245, která potvrzuje zvláštní status území, se objevuje zmínka o otmuchovském náměstí, což naznačuje, že se již v té době jednalo o město. Jindřich IV. Probus přenechal ve své závěti z roku 1290 vratislavským biskupům „plné a dokonalé panství“ (plenum dominium) a „knížecí právo“ (ius ducale) „v niské a otmuchovské zemi“, čímž vzniklo Niské knížectví. Roku 1342 se stalo lénem českých králů a bulou Karla IV. bylo v roce 1348 začleněno do Koruny české. Městská práva byla Otmuchovu udělena biskupem Přeclavem z Pohořelé v roce 1347. Rozvoj oblasti souvisel s biskupy vřele podporovanou německou východní kolonizací.

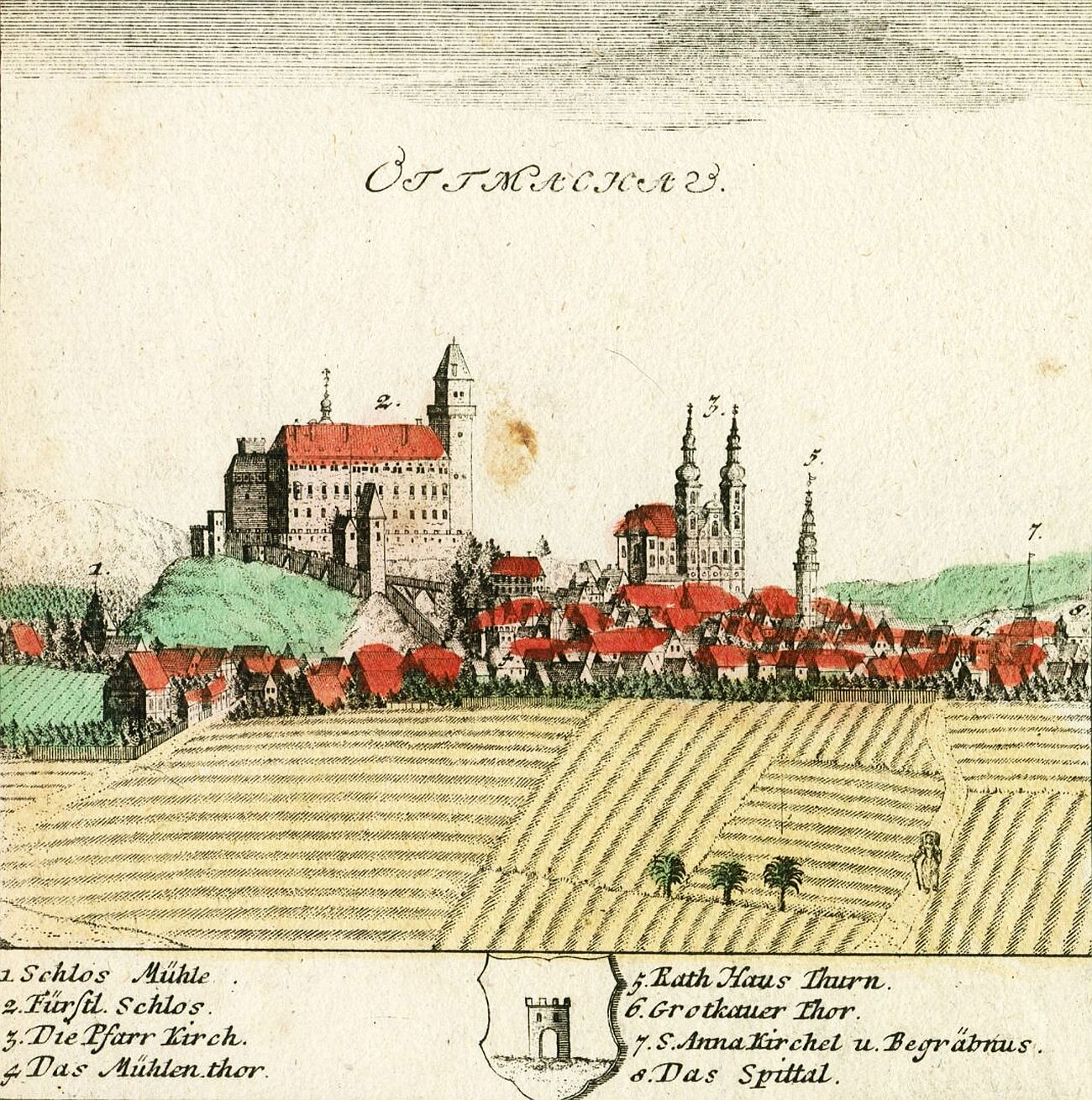
Otmuchov v roce 1738 podle Friedricha Bernharda Wernera

Během husitských válek město třikrát dobývaly a pustošily vojska kališníků: v roce 1428, 1430 a 1443. Rok 1430 se pojí se vpádem oddílů Prokopa Holého a Jana Městeckého z Opočna, po němž následovalo pět let táboritské nadvlády, kdy se Otmuchov stal jednou z husitských bašt ve Slezsku. Konrád IV. Starší jej nakonec vykoupil za 1 100 pražských grošů. Po vpádu v červenci 1443 se husité pod velením Viléma Krušiny I. zdrželi přes rok a město bylo opět vykoupeno za peníze, tentokrát za 2 000 zlatých. Zpustošený Otmuchov ztratil svůj význam ve prospěch Nisy, což zpečetilo přenesení tam kolegiátní kapituly v roce 1477, ale otmuchovský hrad nadále zůstal jednou z biskupských rezidencí. Za Jana IV. Rotha na sklonku 15. století byl podstatně rozšířen a za Ondřeje Jerina mezi lety 1585 až 1596 přestavěn v renesančním stylu. Další zničení přinesla třicetiletá válka a o obnovu města a hradu se v polovině 17. století zasloužil biskup Karel Ferdinand Vasa.
Po první slezské válce v roce 1742 došlo k rozdělení Slezska a mezi přímo dotčená území patřilo Nisko. Habsburské monarchii zůstala jižní část, tj. dnešní Jesenicko, kdežto sever knížectví včetně Otmuchova připadl Prusku. Město se ocitlo v blízkosti nové státní hranice. V rámci pruského státu státu spadalo pod okres Grodkov (Landkreis Grottkau), který od správní reformy roku 1815 byl součástí vládního obvodu Opolí v rámci provincie Slezsko. Na základě ediktu Fridricha Viléma III. o sekularizaci církevních majetků zaniklo v roce 1810 Niské knížectví. Otmuchovský hrad a k němu patřící statky daroval pak pruský král v roce 1820 za politické a diplomatické zásluhy Wilhelmu von Humboldtovi.
V roce 1874 město získalo železniční spojení s Nisou a Kamencem. Největším průmyslovým podnikem byl cukrovar založený v roce 1881, dále existovala továrna na zemědělské stroje, dvě pily a mlékárna. Otmuchov zůstal malým městečkem ve stínu nedaleké Nisy. V roce 1910 měl 3 650 obyvatel, z toho 99,5 % německojazyčných a 92,7 % katolíků.

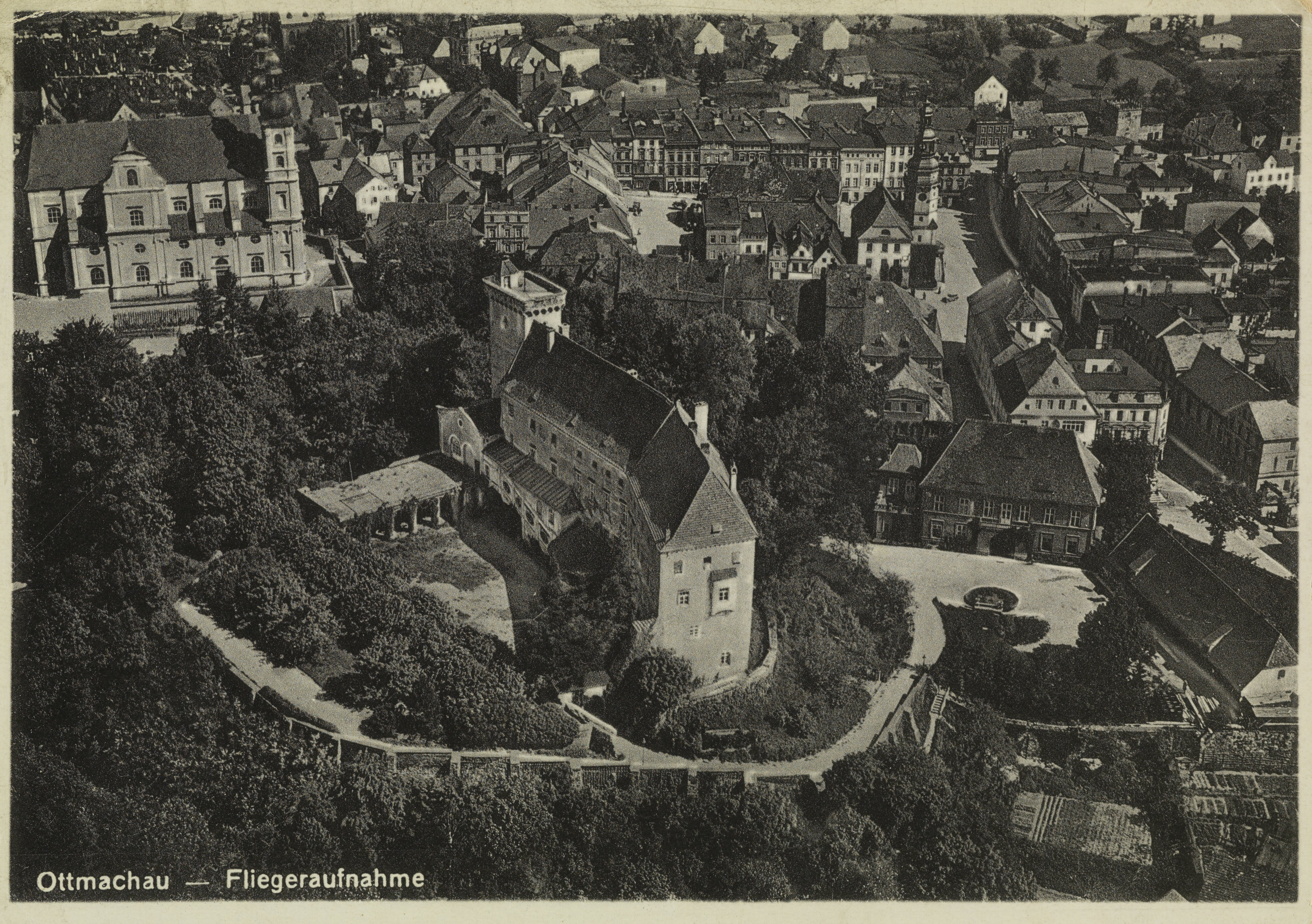
Pohled na centrum Otmuchova kolem roku 1940

V letech 1928–1933 proběhla výstavba Otmuchovské přehradní nádrže s vodní elektrárnou, která se již před druhou světovou válkou stala populárním výletním cílem. Zatopena byla velká část Humboldtovských statků na nivách podél Kladské Nisy západně od Otmuchova. Hrad prodal Wilhelmův pravnuk v roce 1929 městu, které v něm zřídilo hotel.
Od března do května 1945 se Otmuchov nacházel v blízkosti frontové linie. Rudá armáda obsadila město až posledního dne války, 8. května. Část historického centra byla zničena. Na základě Jaltské a Postupimské dohody došlo k připojení Otmuchova k Polsku. Německé obyvatelstvo nahradili polští přesídlenci z východních území postoupených Sovětskému svazu a osadníci z centrálního Polska. Od roku 1950 náleží k Opolskému vojvodství.
V roce 1952 vznikly Cukrovinkářske závody Otmuchov (Zakłady Przemysłu Cukierniczego „Otmuchów“), které se po privatizaci v 90. letech staly základem holdingu Grupa Otmuchów. V roce 1973 se konala první edice floristického festivalu Léto květů (Lato Kwiatów) – tato novodobá atrakce městečka přitahuje každý rok v červenci desítky tisíc návštěvníků z Polska, Česka a dalších zemí. V roce 2018 byly připojeny obce Wójcice (Vojtice), Śliwice (Slivice), Nieradowice (Nitrovice) a Sarnowice. Přičleněním Vojtic se na území města ocitla část Niské přehradní nádrže dokončené v roce 1971, která stejně jako Otmuchovská v sobě kloubí energetickou a turisticko-rekreační funkci.

## Pamětihodnosti
Otmuchovský hrad je zmiňovaný jako sídlo kastelánie náležící vratislavským biskupům již v polovině 12. století; V letech 1585–1596 byl přestavěn na podnět Ondřeje Jerina do podoby renesanční rezidence, v polovině 17. století obnoven po zničení za třicetileté války Karlem Ferdinandem Vasou a současnou podobu získal po zbourání jihozápadního křídla v 19. století, kdy po sekularizaci církevních statků patřil Wilhelmu von Humboldtovi. W roce 1929 byl prodán městu a od té doby slouží jako hotel. Nachází se na kopci (225 m n. m.) nad městem a je obklopen parkem, v němž se nachází také letohrádek z roku 1707, který je v současnosti hlavním sídlem městského úřadu.
Zástavba hlavního náměstí (Rynku) byla značně poškozena v roce 1945. Historické měšťanské domy z 18. a 19. století se dochovaly na východní straně a také v podobě „špalíčku“ uprostřed náměstí u radnice. Samotná radnice, vedlejší sídlo magistrátu, získala dnešní podobu při přestavbách v 19. století s výjimkou renesanční věže, která pochází z roku 1604. Na jihovýchodním rohu jsou umístěny dvojí sluneční hodiny z roku 1575 s erbem biskupa Martina Gerstmanna přenesené v roce 1828 z kaple ve zbouraném křídle hradu. Městská legenda přisuzuje jejich vytvoření Paracelsovi. Fasáda radnice je od roku 1933 vyzdobena sgrafitem napodobujícím dochované prvky renesančního sgrafita na věži. Na náměstí najdeme také barokní morový sloup z roku 1734.
Kostel sv. Mikuláše a sv. Františka Xaverského je honosný vrcholně barokní chrám se dvěma 47 m vysokými věžemi postavený mezi lety 1691 až 1694 na podnět biskupa Františka Ludvíka Neuburského na místě staršího gotického kostela. Novogotický hřbitovní kostel sv. Anny na severním předměstí byl postaven v roce 1895. Kostel sv. Ondřeje v přičleněné vesnici Vojtice (Wójcice) pochází z roku 1825 a je příkladem obloučkového stylu.
V severní části historického jádra se dochovaly pozůstatky středověkých hradeb včetně jedné městské brány původně ze 14. století nazývané Niskou nebo Vrabčí bránou. Jedná se o gotickou stavbu s renesanční atikou, která v minulosti sloužila též jako šatlava. V ulici Krakowska těsně za hradbami se nachází novogotická budova pošty z konce 19. století.

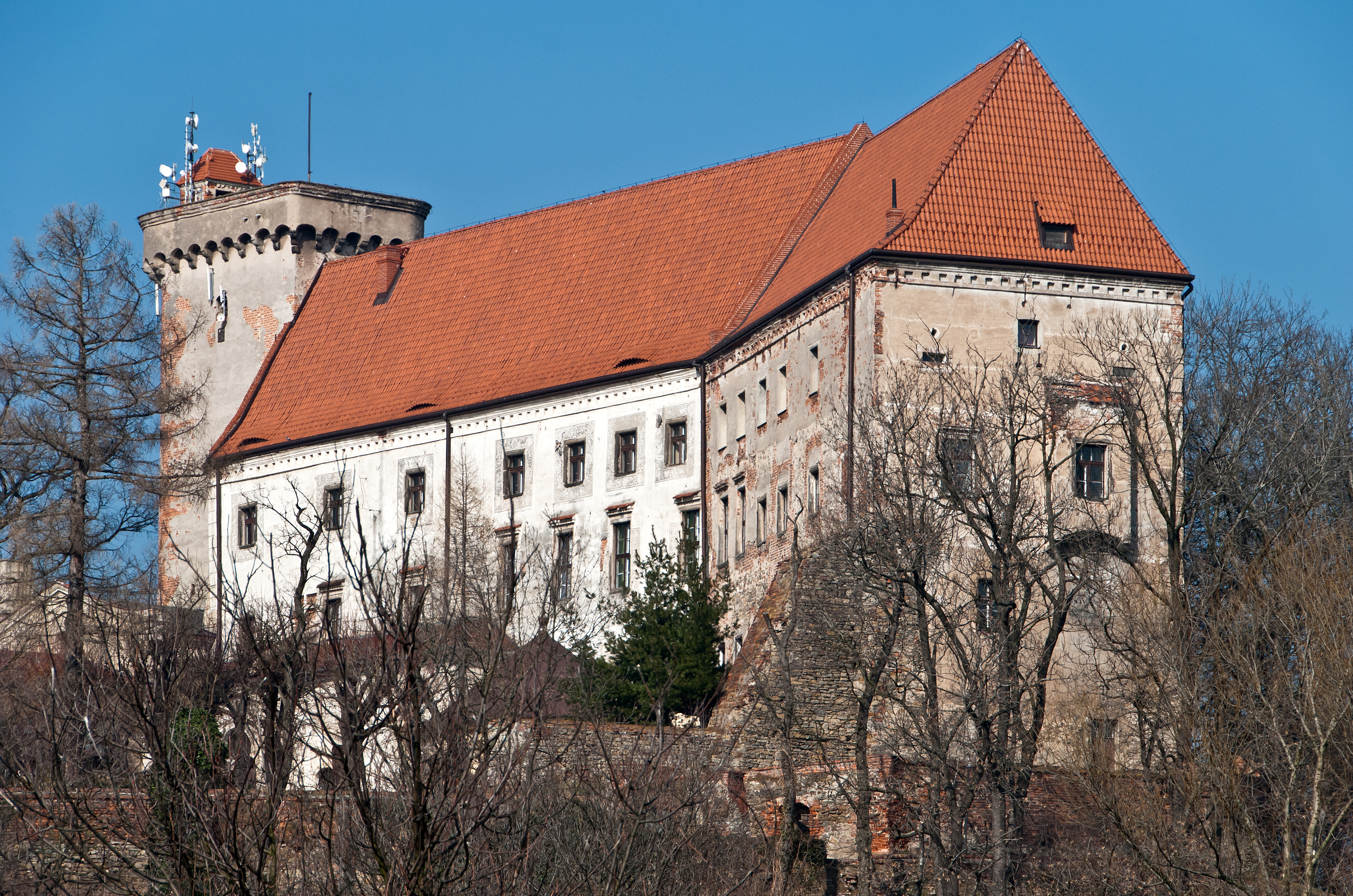
Biskupský hrad
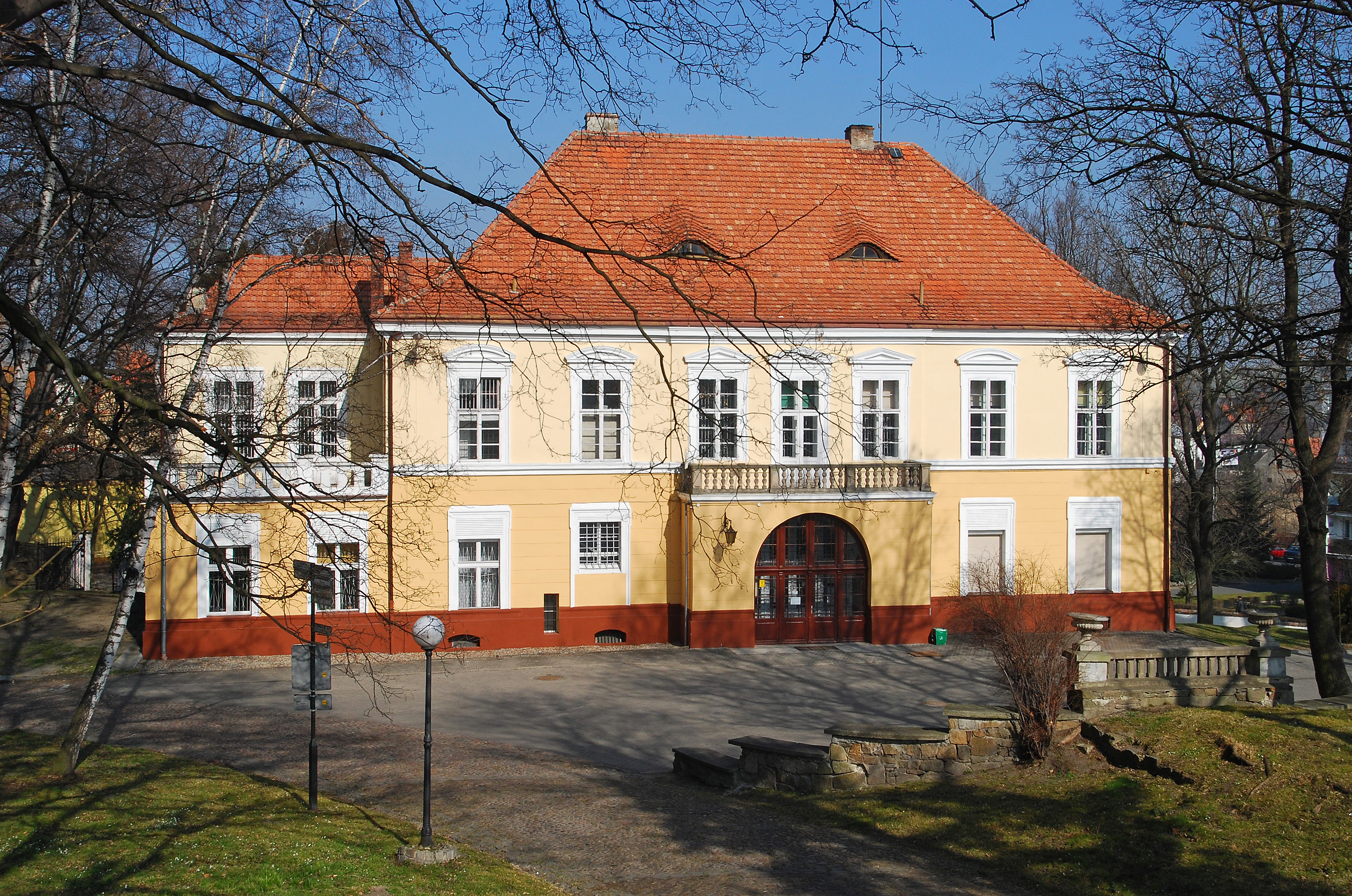
Letohrádek – magistrát
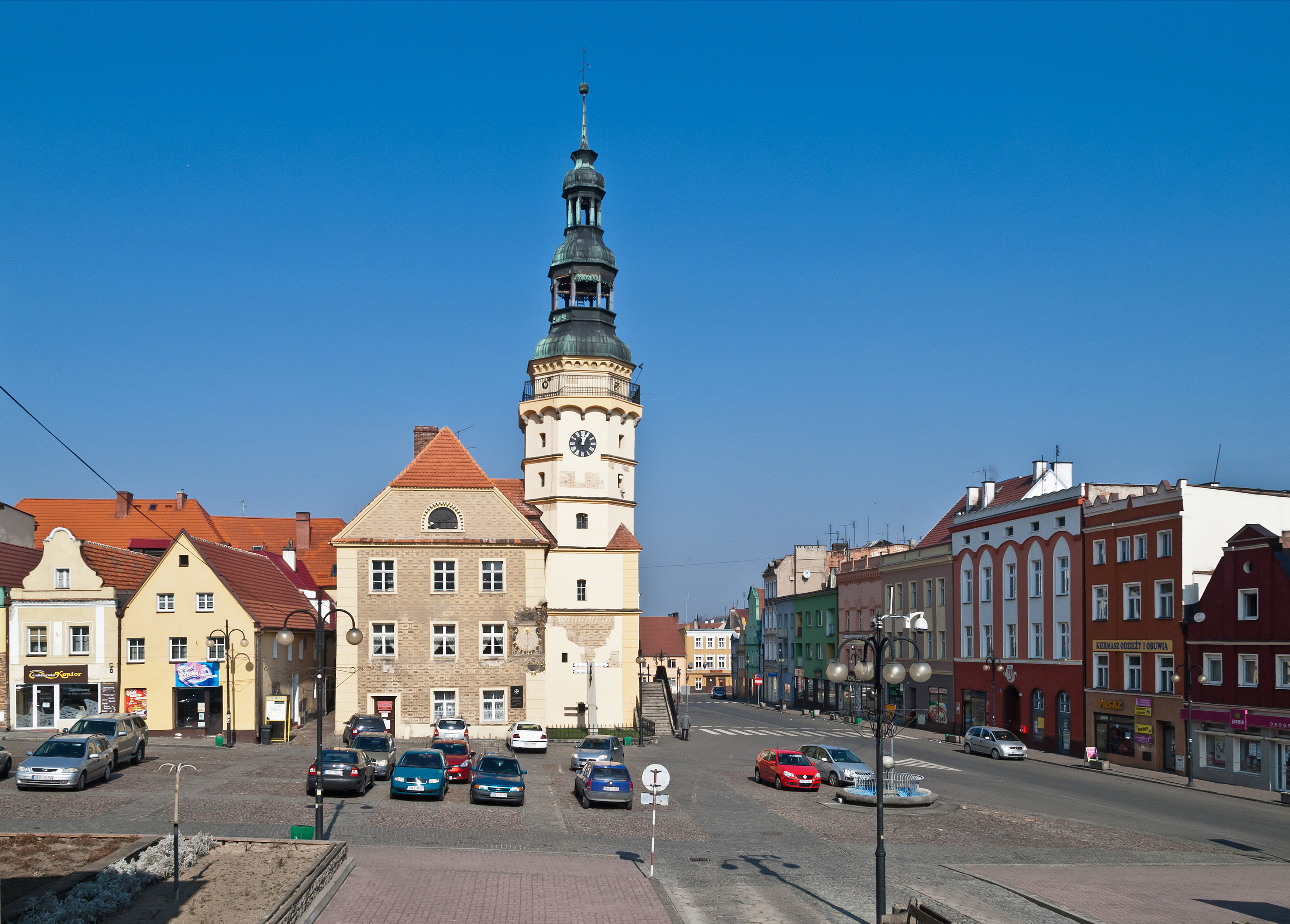
Náměstí a radnice
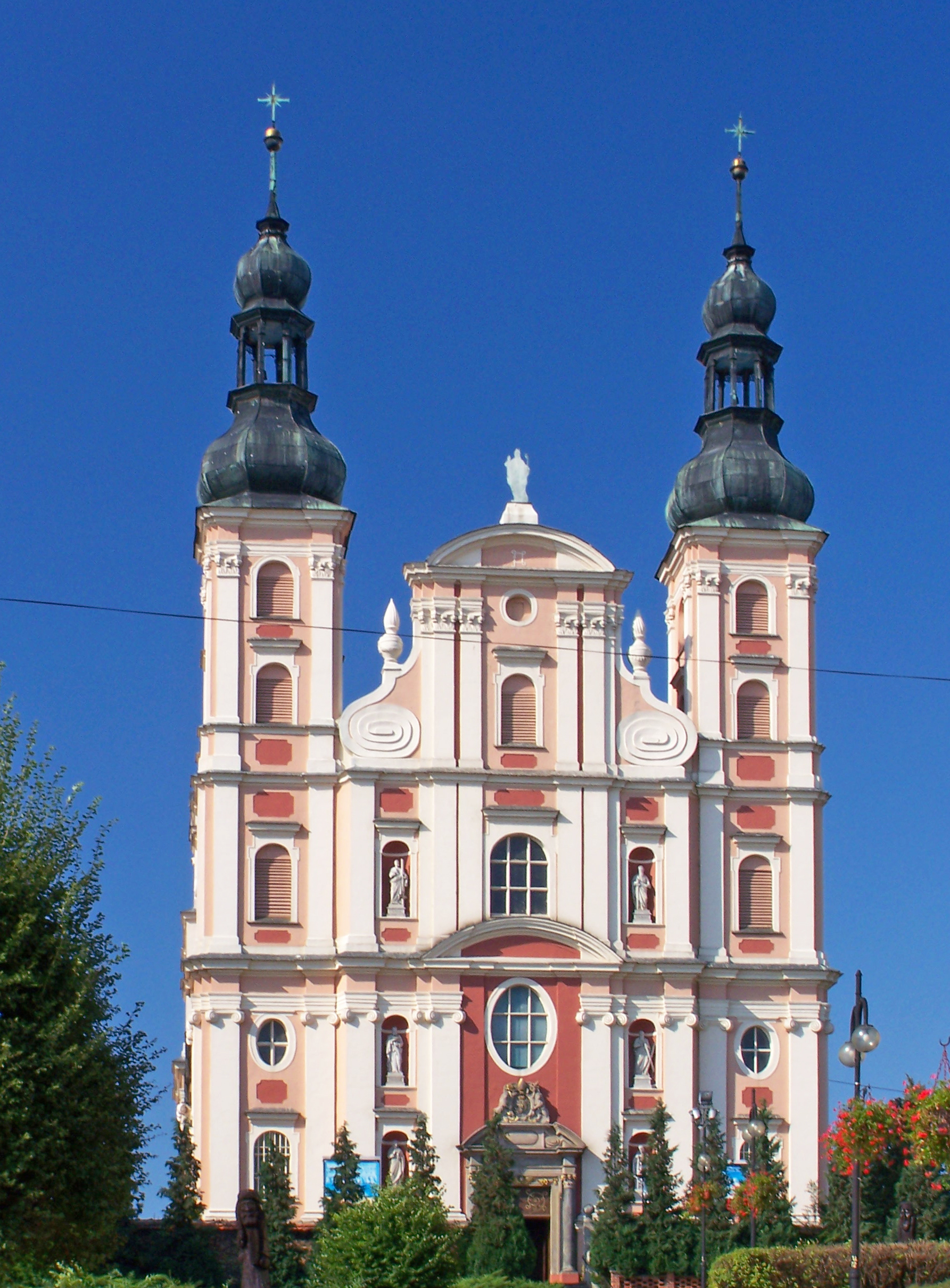
Kostel sv. Mikuláše a sv. Františka Xaverského
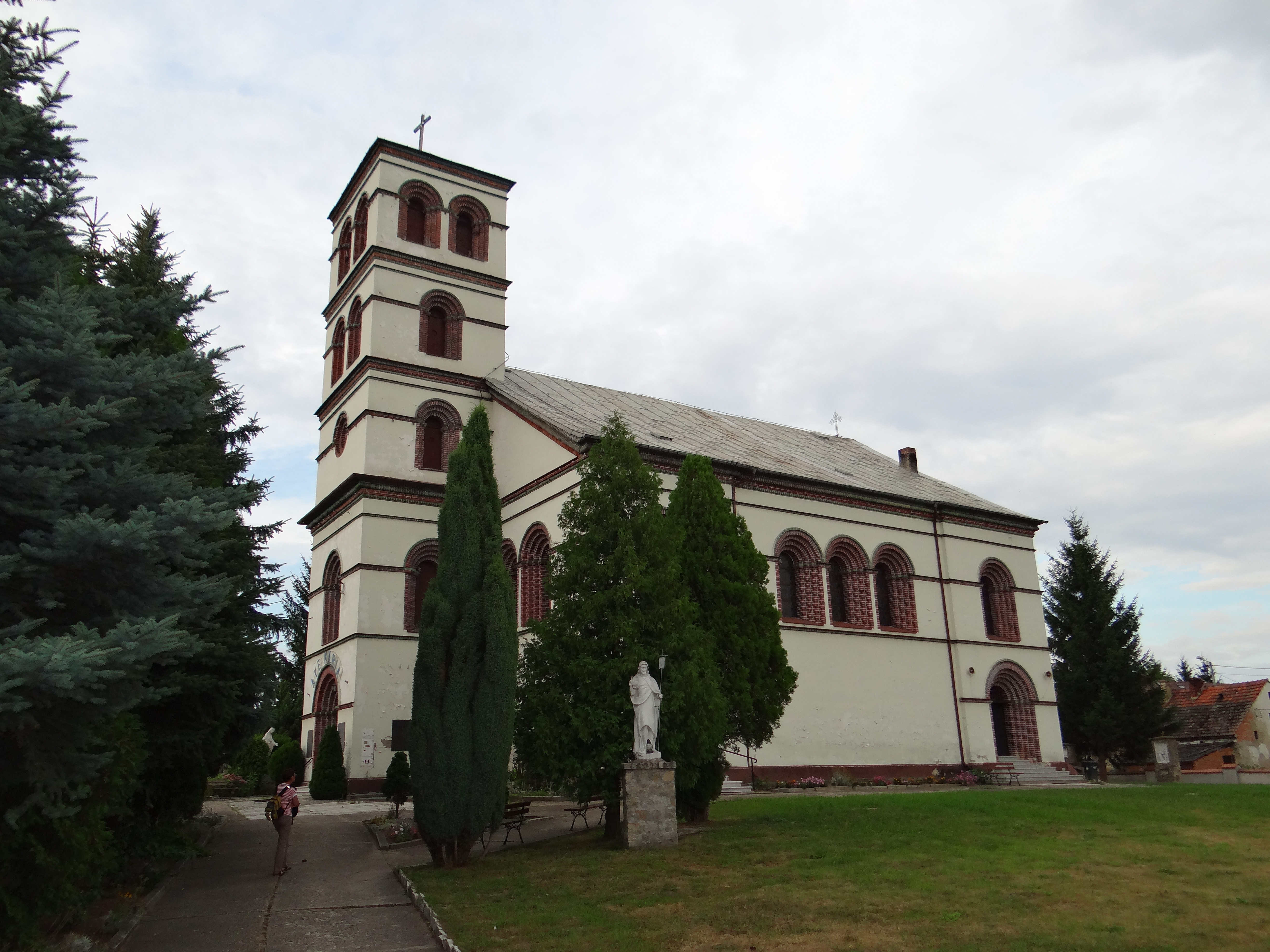
Kostel ve Vojticích
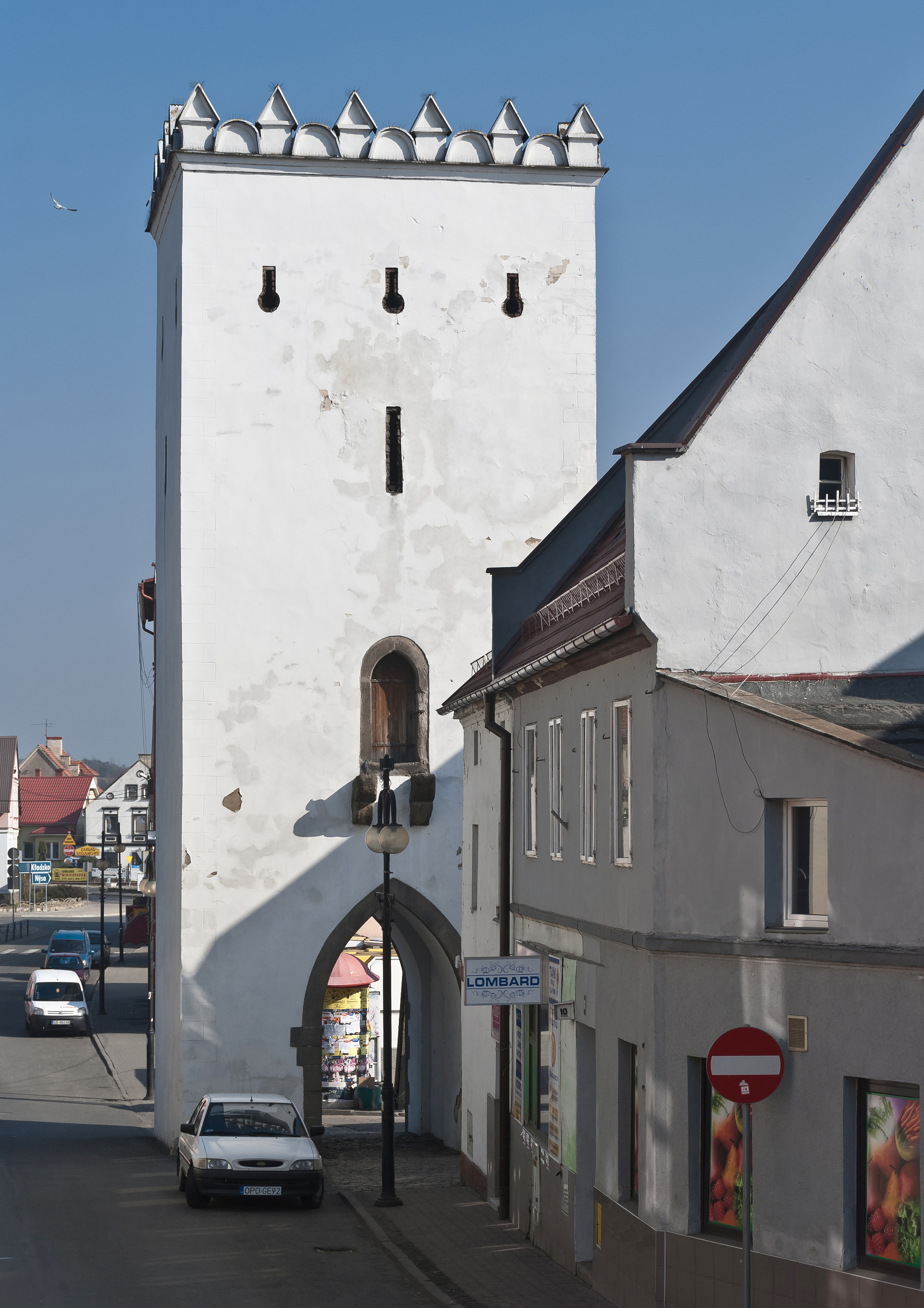
Městská brána

## Doprava

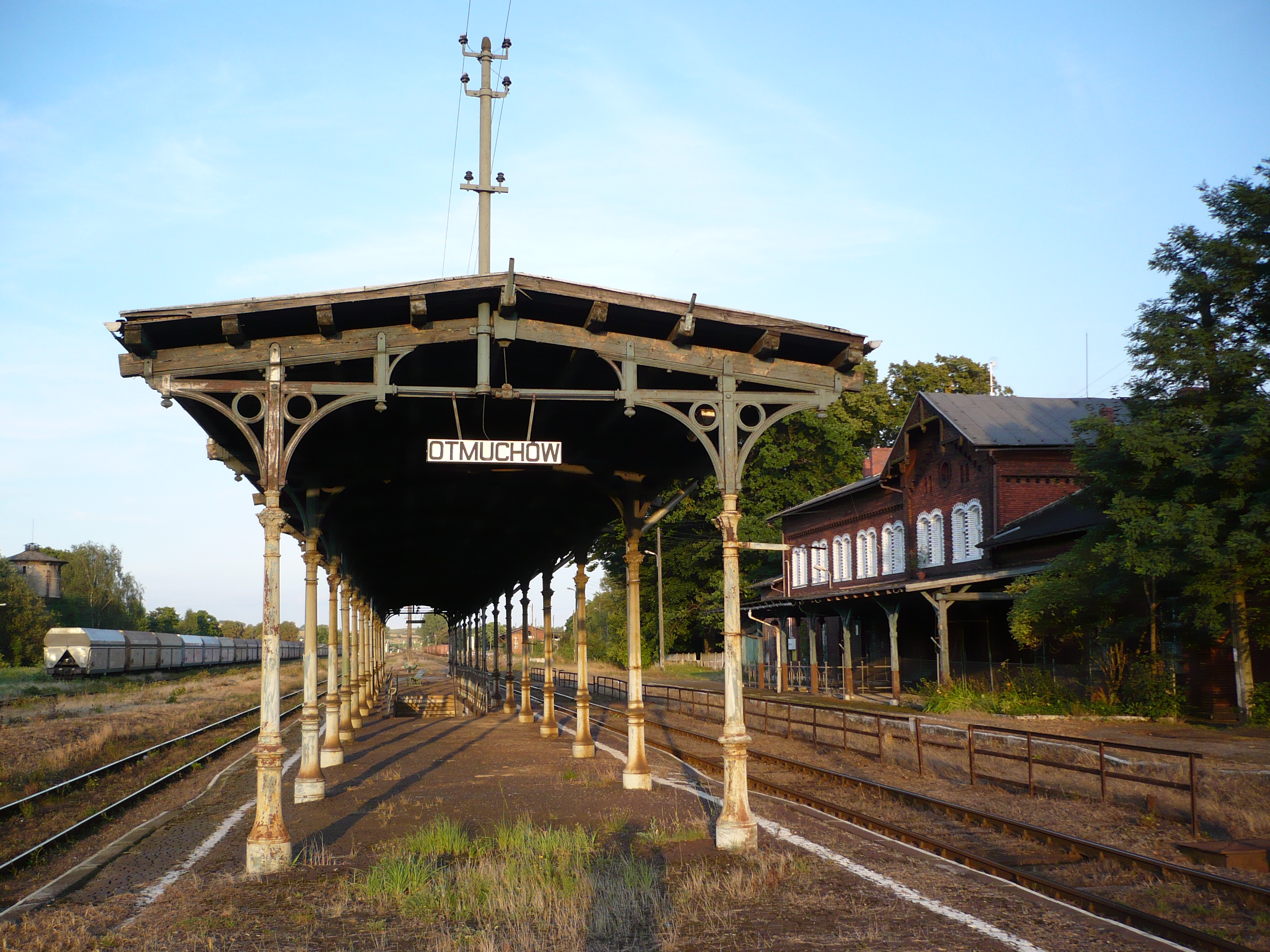
Vlakové nádraží

Otmuchov leží na železniční trati Nisa – Kamenec (Kamieniec Ząbkowicki), jež je součástí trati č. 137 Katovice – Lehnice. Vlakové nádraží (stanice Otmuchów) se nachází na severozápadním okraji města ve značné vzdálenosti od centra. Zastavují zde osobní vlaky společnosti Polregio do Opolí přes Nisu a do Kladska a také v jízdním řádu 2020/2021 dva rychlíky: Sudety Krakov – Jelení Hora a Kormoran Olštýn – Polanica-Zdrój (Starý Bor).
Městem prochází národní silnice č. 46 spojující Kladsko přes Nisu s Opolím a centrálním Polskem. V roce 2006 byl dokončen jižní obchvat. Příměstskou autobusovou dopravu zajišťuje dopravní podnik PKS Nysa a soukromý dopravce Auto-Fan. Zajíždějí sem také spoje niského MHD (MZK Nysa), linka číslo 5. Přeshraniční doprava není provozována.

## Partnerská města
- Bernkastel-Kues, Německo
- Bourboule, Francie
- Javorník, Česko
- Lezha, Albánie
- Lopatyn, Ukrajina
- Milo, Itálie
- Varsány, Maďarsko